# Josh Matheny
Joshua Matheny (conocido como Josh Matheny; Pittsburgh, 16 de octubre de 2002) es un deportista estadounidense que compite en natación, especialista en el estilo braza.
Ganó una medalla de bronce en el Campeonato Mundial de Natación de 2025, en la prueba de 4 × 100 m estilos. Participó en los Juegos Olímpicos de París 2024, ocupando el séptimo lugar en la prueba de 200 m braza.
Cursó estudios superiores en la Universidad de Indiana Bloomington.

## Palmarés internacional
| Campeonato Mundial | Campeonato Mundial  | Campeonato Mundial | Campeonato Mundial |
| Año                | Lugar               | Medalla            | Prueba             |
| ------------------ | ------------------- | ------------------ | ------------------ |
| 2025               | Singapur (Singapur) | Medalla de bronce  | 4 × 100 m estilos  |